# 막스 아이팅곤

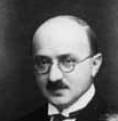

막스 아이팅곤(독일어: Max Eitingon, 1881년 6월 26일 - 1943년 7월 30일)은 러시아 출신의 정신분석학자이다.
벨로루시 마힐료우의 유대인 가정에서 태어났다. 아버지인 하임 아이팅곤은 경건한 유대교주이면서도 시오니스트로, 모피 상인으로 성공하고, 뉴욕이나 파리, 런던, 우치, 스톡홀름에서 사업을 시작하고 있었다.
1893년 아버지의 사업 본거지가 라이프치히로 옮겨졌기 때문에 가족 모두가 독일로 이주했다. 김나지움을 중퇴한 뒤, 라이프치히 대학교나 할레 대학교에 다닌 이후, 1902년에 하이델베르크 대학교에 입학하면서 의학을 공부했다. 1904년부터 1905년까지 취리히에서 의학을 공부하러 유학했다. 1906년부터 1908년까지 부르크횔츨리 정신병원(Burghölzli)에서 조수로 근무했다.
스승인 오이겐 블로일러의 영향으로 지그문트 프로이트의 학설에 심취하게 되었으며, 블로이러와 융이 창설한 정신분석학서클에 참가했다. 1907년 초에 프로이트와 처음 대면하게 되었고, 빈의 Psychologischen Mittwoch-Gesellschaft(수요심리학협회)의 회원이 되었다. 학위를 취득한 뒤, 1909년에 베를린으로 이사를 갔고, 헤르멘 오펜하임의 병원에서 정신학 훈련을 시작했다. 같은 해에 그가 프로이트에게서 받은 훈련분석은 나중에 어니스트 존스에게서 「정신분석학 역사 최초의 훈련분석」이라고 불렸다. 이 분석은 그와 프로이트가 빈의 거리를 저녁에 산책하는 사이에 일어났고, 5주에서 6주 사이 계속되었다.
1911년에 정신분석의사로 일을 시작했다. 이 시기부터 베를린의 정신분석가협회에서 협회의 한 사람으로 인정받게 되었다. 1933년에 독일을 떠나 예루살렘으로 이주했을 때에는, 팔레스타인 정신분석협회를 창설했다.
1938년 여름에 파리를 방문했을 때, 심각한 심장발작이 일어났고, 그 이후로 건강을 회복할 수 없었다. 그는 예루살렘에서 사망했다(그의 나이 62세일 때)